# جوش باريزيان
كريستيان (بالإنجليزية: Josh Parisian؛ مواليد 28 يونيو 1989) هو مُقاتل فنون قتالية مختلطة أمريكي.

## وصلات خارجية
لم يتم العثور على روابط لمواقع التواصل الاجتماعي.

- جوش باريزيان على موقع بوكس ريك (الإنجليزية) (registration required)
- جوش باريزيان على موقع يو إف سي (الإنجليزية)
- جوش باريزيان على موقع شيردوغ (الإنجليزية)
- جوش باريزيان على موقع Tapology.com (الإنجليزية)
- جوش باريزيان على موقع IMDb (الإنجليزية)